# Juana de Sandoval

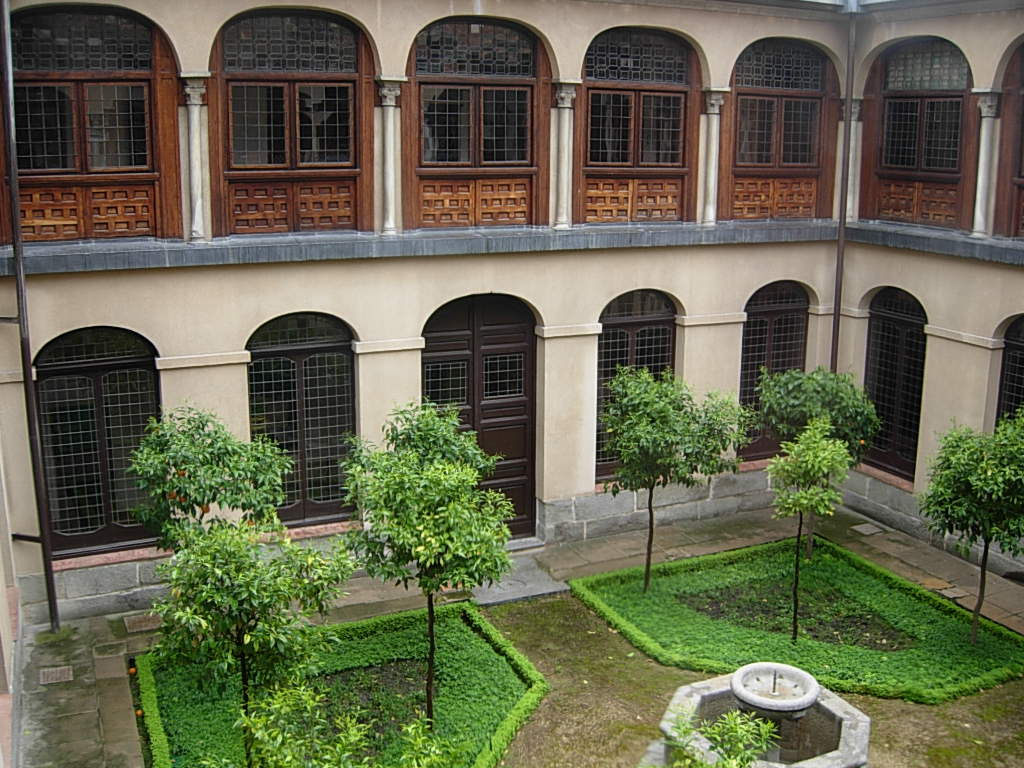
Claustro del monasterio de las Descalzas Reales en Madrid, lugar donde Juana contrajo matrimonio.

Juana de Sandoval (Madrid, 18 de agosto de 1579-Sanlúcar de Barrameda, 15 de agosto de 1624) fue una noble española, hija de Francisco de Sandoval, I duque de Lerma; valido de Felipe III de España. A través de su hija Luisa de Guzmán, casada con Juan IV de Portugal, es antecesora de príncipes europeos.

## Biografía
Fue la segunda de los hijos del matrimonio formado por Francisco de Sandoval, por entonces V marqués de Denia; y su esposa Catalina de la Cerda. Juana tuvo por hermanos a:
- Cristóbal Gómez de Sandoval y de la Cerda (1577-1624), I duque de Uceda, que sucedió a su padre como valido del rey Felipe III.
- Diego Gómez de Sandoval y de la Cerda, casado con Luisa de Mendoza, hija de Ana de Mendoza de la Vega y Luna, y en segundas nupcias con Mariana Fernández de Córdoba y Castilla, de esta unión nació el V duque de Lerma.
- Catalina de la Cerda Sándoval y Zúñiga, casada con Pedro Fernández de Castro y Andrade, VII conde de Lemos, sin descendencia.
- Francisca de Sandoval y Rojas, casada en primeras nupcias con Diego López de Zúñiga Avellaneda, II duque de Peñaranda y IV marqués de la Bañeza, con descdencia; y en segundas con Lope de Avellaneda.

En 1598 se concertó su matrimonio con Manuel de Guzmán y Silva, XI conde de Niebla e hijo primogénito y heredero Alonso Pérez de Guzmán el Bueno, VII duque de Medina Sidonia y Ana de Silva y Mendoza. El 16 de noviembre de 1598 firmaron sus capitulaciones matrimoniales y se desposaron en el oratorio de la emperatriz María de Austria en el convento de las Descalzas Reales de Madrid. Fueron padrinos del enlace, Felipe III y su hermana la infanta Isabel Clara Eugenia. Unos días antes, el 6 de noviembre, su hermana Catalina había contraído matrimonio con Pedro Fernández de Castro y Andrade, IV marqués de Sarria e hijo primogénito y heredero de Fernando Ruiz de Castro Andrade y Portugal, VI conde de Lemos.
Fruto de este matrimonio tendrían descendencia, entre la que destaca:
- Gaspar Alonso Pérez de Guzmán el Bueno (1602-1664), IX duque de Medina Sidonia.
- Luisa María Francisca de Guzmán y Sandoval (1613-1666), futura reina consorte y regente de Portugal.
- Alonso Pérez de Guzmán y Gómez de Sandoval, XII conde de Niebla.

El nuevo matrimonio se asentaría en Huelva, donde tenían importantes señoríos. Su marido había sido nombrado en 1603, Capitán General de las Galeras de España. Tras la muerte de su suegro en 1615, su marido se convirtió en VIII duque de Medina Sidonia. Ese mismo año, Juana fundaría el Convento de Nuestra Señora de Belén en Sanlúcar de Barrameda. Góngora haría el elogio del matrimonio entre Manuel y Juana dentro de su Panegírico al duque de Lerma, entre el elogio de los hijos del valido:
Deidad que en isla no que errante baña
incierto mar luz gémina dio al mundo,
sino Apolos lucientes dos a España
y tres Dïanas de valor fecundo:
gloria del tiempo Uceda, honor Saldaña,
orbes son del primero y del segundo;
sidonios muros besan hoy la plata
que ilustra la alta Niebla que desata

Murió el 15 de agosto de 1624. Fue enterrada en el convento de la Merced de Sanlúcar en una tumba con la inscripción siguiente:
De la Madre De Dios María Santísima yace aquí su esclava la excelentísima Señora Doña Juana de Sandoval y la Cerda, mujer del excelentísimo señor Don Manuel Alonso Pérez de Guzmán el Bueno, VIII Duque de Medina Sidonia, e hija del excelentísimo señor Duque de Lerma, Francisco Sandoval-Rojas Borja. Dadora de este convento, patrona general de toda la descalces de nuestra señora de la Merced, Redención de cautivos y su gran devota y bienhechora; rueguen a Dios por ella. Murió a 15 de Agosto Año de 1624.